# Alexandre de Grasse
Alexandre François Auguste, grof de Grasse, markiz de Tilly (Versailles, 14. veljače 1765. – Pariz, 10. lipnja 1845.) bio je francuski vojni časnik. Bio je sin admirala Françoisa Josepha Paula de Grassea. Najpoznatiji je po svojoj ključnoj ulozi u slobodnom zidarstvu, osobito u prenošenju Drevni i prihvaćeni škotski obred na europski kontinent.

## Životopis
Kao sin slavnog admirala de Grassea, koji se proslavio u Američkom ratu za neovisnost, Alexandre de Grasse bio je iniciran u slobodno zidarstvo 8. siječnja 1783. u Loži "Sveti Lazar", koja je kasnije preimenovana u "Sveti Ivan škotski Društvenog ugovora" (Saint Jean d'Écosse du Contrat social). U evidenciji te lože njegovo se ime spominje do 1787. godine.
Po zanimanju časnik, krajem 1789. odlazi na otok Saint-Domingue kako bi preuzeo plantažu koju je naslijedio od oca. Međutim, zbog izbijanja pobune robova, bio je prisiljen pobjeći u Sjedinjene Američke Države, gdje je, zahvaljujući uspomeni na očeve zasluge, uživao određenu potporu.
Dana 24. srpnja 1796., zajedno sa svojim tastom Jean-Baptisteom Delahogueom, osniva Ložu "La Candeur" u Charlestonu. Ta se loža 2. siječnja 1798. priključuje Velikoj loži Južne Karoline. Godine 1799. Grasse napušta tu ložu kako bi osnovao novu pod nazivom "Ujedinjenje Francuske" (La Réunion française), pod okriljem Velike lože drevnih zidara Yorka Južne Karoline, koja je proizašla iz Drevne velike lože Engleske.
Dana 21. veljače 1802. imenovan je velikim generalnim inspektorom i velikim zapovjednikom za francuske Antile u sklopu tek utemeljenog Drevnog i prihvaćenog škotskog obreda u Charlestonu. U Pariz se vraća 1804. godine, gdje osniva Vrhovno vijeće 33. stupnja u Francuskoj.